# GNOME Office
GNOME Office je v informatice název sady kancelářských nástrojů určených pro prostředí GNOME, nejsou však jeho oficiální součástí. Stejně jako další podobné open source projekty (např. LibreOffice, KOffice) je jeho základem kompatibilita s Microsoft Office. GNOME Office je vyvíjen pod licencí GPL a je postaven nad knihovnami GTK+.

## Charakteristika
Jednotlivé součásti GNOME Office jsou na rozdíl od většiny ostatních kancelářských balíků vyvíjeny samostatně, proto je jejich vzájemná propojenost menší. Neobsahují také tolik funkcí, jsou jednodušší, proto jsou rychlejší a daleko méně náročné na systémové prostředky. Lze je proto využívat společně, ale i jednotlivě. Nejde tedy o balíček v pravém slova smyslu, jako například Microsoft Office nebo OpenOffice.org, ale spíše o snahu sjednotit potřebné kancelářské programy a nabízet je jako kompletní sadu. Přestože jde o multiplatformní balíček, jako celek ho nelze v Microsoft Windows nebo Mac OS X spustit. Je možné používat jen některé aplikace, jako například GIMP, Inkscape nebo AbiWord.
Aplikace podporují formát OpenDocument, ale je možné používat i další formáty, jako RTF nebo DOC (zde s některými omezeními). Lokalizace celé sady není úplná. Dříve byla předpokládána integrace OpenOffice.org za podpory firmy Sun Microsystems a Ximian.

## Součásti GNOME Office
- AbiWord – Textový editor podobný MS Word, vyvíjený od roku 2002, který plně podporuje OpenDocument formát. Vyznačuje se svou rychlostí a standardním prostředím, které nikoho nepřekvapí. Umožňuje práci s HTML dokumenty, kontrolu pravopisu, export do formátu PDF, práci s mnoha typy souborů a další. Množství jeho funkcí lze kdykoli rozšířit pomocí zásuvných modulů.
- Gnumeric – Jedná se o tabulkový kalkulátor s mnoha pokročilými funkcemi, který je na trhu od roku 2001. Poradí si s formáty OpenDocument i formáty Microsoft Office (MS Excel), na jehož základě byl vyvinut. Vyznačuje se výbornou prací s grafy a statistickými funkcemi.
- Evince – Prohlížeč dokumentů, který je oficiální součástí GNOME. Snaží se sjednotit dokumenty mnoha formátů do jedné aplikace.
- Evolution – Emailová aplikace, která je oficiální součástí GNOME. Obsahuje všechny standardní funkce jako je správa emailů, adresář nebo kalendář. Obrovskou výhodou je možnost připojení se na Microsoft Exchange Server. Evolution je srovnatelný s MS Outlook.
- Inkscape – Aplikace pro tvorbu a práci s vektorovou grafikou. Dnes již na vysoké úrovni, výborný pro tvorbu webové grafiky ve formátu SVG.
- Gimp – Aplikace pro práci s rastrovou grafikou. Lze ho přirovnat ke známějšímu – Adobe Photoshopu. Gimp je řešení pro domácnost a běžného uživatele,neobsahuje ale tolik funkcí, avšak lze doinstalovat některé pluginy pro Photoshop. Vyznačuje se poněkud nestandardním ovládáním.
- Glom – Je aplikace pro práci s databázemi, podobná Microsoft Access nebo OpenOffice.org Base jen s rozdílem, že umí pracovat pouze se svými databázemi.
- Ease – Nástroj pro tvorbu prezentací, který sází hlavně na jednoduchost.
- Planner – Je nástroj na plánování a sledování projektů. Původní název je Mr. Project.
- Dia – Je nástroj pro tvorbu různých diagramů, schémat či nákresů organizačních struktur.
- GnuCash – Aplikace pro správu účetnictví malých firem nebo domácích uživatelů. Je nejznámějším programem pro správu účetnictví pro Linux.